# Everyday Is Christmas
Everyday Is Christmas (en español: Todos los días es Navidad) es el octavo álbum de estudio y primer álbum navideño de la cantante y compositora Sia, lanzado por Atlantic Records y Monkey Puzzle el 17 de noviembre de 2017. El álbum cuenta con canciones originales coescritas y coproducidas con Greg Kurstin. El primer sencillo del álbum, "Santa's Coming for Us", fue lanzado el 30 de octubre de 2017.

## Antecedentes y grabación
Sia confirmó el lanzamiento de su primer álbum de Navidad el 1 de agosto de 2017. El álbum marca su primer lanzamiento con la discográfica Atlantic Records y cuenta con canciones originales coescritas y coproducidas por su colaborador de gran parte de su carrera Greg Kurstin, quien trabajó en los tres álbumes de estudio anteriores de Sia:  We Are Born  (2010),  1000 Forms of Fear  (2014) y  This Is Acting (2016). A pesar de ser judío es la segunda vez donde Kurstin produce un álbum de Navidad completo, el primero fue Wrapped in Red (2013) de Kelly Clarkson.  Everyday Is Christmas  también se lanzó a través del propio sello discográfico de Sia, Monkey Puzzle, y a través de la discográfica Inertia en Australia.
Las sesiones de grabación para este álbum tomaron dos semanas en mayo de 2017 y dejaron a Sia y Kurstin "riendo al final de cada día". En septiembre, Kurstin habló sobre trabajar para el álbum con Sia: "No sé cómo se le ocurren las letras de la canciones y las melodías tan rápidamente. ... Escribió estas nuevas historias de Navidad. ... Todavía soy algo nuevo en esta cosa navideña. ... Hay algunas improvisaciones de Navidad muy divertidas y... también hay algunas baladas de Sia ".

## Promoción

### Sencillos
El primer sencillo, titulado «Santa's Coming for Us», fue lanzado el 30 de octubre, junto a la preventa del álbum. La canción alcanzó su máxima posición en el número 9 en la tabla de Ventas de canciones digitales festivas de Billboard.

### Sencillos promocionales
El primer sencillo de promoción, «Snowman»,  fue lanzado el 9 de noviembre de 2017 a través de las distintas plataformas de streaming digital. Posteriormente se publicaron tres sencillos promocionales «Candy Cane Lane», «Ho Ho Ho» y «Underneath the Mistletoe» pertenecientes a una trilogía de videos musicales publicados en su cuenta VEVO que contaban la historia de una pequeña Sia y un monstruo de nieve.
El jueves 29 de octubre de 2020 el equipo Sia anunció en las redes sociales oficiales de la cantante “sopresivamente” el lanzamiento del videoclip de «Snowman» que se une a la mini saga de videoclips lanzadas en 2017, usando la misma estética de stop motion. El videoclip fue lanzado al día siguiente de dicha publicación en el canal de YouTube de Sia.

## Recepción crítica
En Metacritic, que asigna una puntuación normalizada sobre 100 a las reseñas de los principales críticos, el álbum recibió una puntuación media de 59 basada en 6 reseñas, lo que indica "reseñas mixtas o medias".
Katherine St. Asaph de Pitchfork escribió que Everyday Is Christmas, como álbum, se siente "inconsistente y poco escrito", comparándolo con "abrir un regalo en el que alguien se ha olvidado de quitar las etiquetas". Asaph describió la producción como "vagamente festiva" y criticó la colocación de "Snowman" junto a "Snowflake" en el listado de canciones, teniendo en cuenta que ambos hacen uso de la misma metáfora. Allan Raible de ABC News, sin embargo, elogió el disco, señalando que Sia diseñó el álbum para aquellos "que están apagados" por los clásicos navideños. Annabel Ross de Rolling Stone Australia escribió que, aunque Sia habría hecho un "buen trabajo" interpretando los clásicos, con ella y Kurstin creando canciones nuevas y originales, era "difícil equivocarse demasiado" con ellas.

## Recepción  comercial
El álbum debutó en el número 27 del Billboard 200, vendiendo 19.000 unidades equivalentes a álbumes, mientras que 15.000 de ellas fueron ventas puras de álbumes.

## Lista de canciones
Lista de canciones adaptada desde Billboard.
| N.º   | Título                            | Escritor(es)             | Productor(es) | Duración |  |
| 1.    | «Santa's Coming for Us»           | Sia Furler, Greg Kurstin | Kurstin       | 3:26     |  |
| 2.    | «Candy Cane Lane»                 | Furler, Kurstin          | Kurstin       | 3:32     |  |
| 3.    | «Snowman»                         | Furler, Kurstin          | Kurstin       | 2:45     |  |
| 4.    | «Snowflake»                       | Furler, Kurstin          | Kurstin       | 4:02     |  |
| 5.    | «Ho Ho Ho»                        | Furler, Kurstin          | Kurstin       | 3:25     |  |
| 6.    | «Puppies Are Forever»             | Furler, Kurstin          | Kurstin       | 3:43     |  |
| 7.    | «Sunshine»                        | Furler, Kurstin          | Kurstin       | 3:25     |  |
| 8.    | «Underneath the Mistletoe»        | Furler, Kurstin          | Kurstin       | 3:50     |  |
| 9.    | «Everyday Is Christmas»           | Furler, Kurstin          | Kurstin       | 3:23     |  |
| 10.   | «Underneath the Christmas Lights» | Furler, Kurstin          | Kurstin       | 3:36     |  |
| 35:07 |                                   |                          |               |          |  |

| Bonus tracks de la edición especial japonesa |                      |               |          |  |
| N.º                                          | Título               | Productor(es) | Duración |  |
| 11.                                          | «My Old Santa Claus» | Kurstin       | 3:24     |  |

| Bonus tracks de la edición Deluxe (2018) |                      |                 |          |  |
| N.º                                      | Título               | Escritor(es)    | Duración |  |
| 11.                                      | «Round and Round»    | Joe Shapiro     | 2:29     |  |
| 12.                                      | «Sing for My Life»   | Furler, Kurstin | 3:44     |  |
| 13.                                      | «My Old Santa Claus» | Furler, Kurstin | 3:24     |  |

| Bonus tracks de la edición Snowman Deluxe (2021) |                                           |                       |          |  |
| N.º                                              | Título                                    | Escritor(es)          | Duración |  |
| 11.                                              | «Round and Round»                         | Joe Shapiro           | 2:29     |  |
| 12.                                              | «Sing for My Life»                        | Furler, Kurstin       | 3:44     |  |
| 13.                                              | «My Old Santa Claus»                      | Furler, Kurstin       | 3:24     |  |
| 14.                                              | «Pin Drop»                                | Furler, Jesse Shatkin | 3:59     |  |
| 15.                                              | «Santa Visits Everyone»                   | Furler, Shatkin       | 3:08     |  |
| 16.                                              | «Snowman (Slowed Down & Snowed In Remix)» | Furler, Kurstin       | 3:01     |  |

| Bonus tracks de la edición Snowman Deluxe 2022 version (2022) |                               |                       |          |  |
| N.º                                                           | Título                        | Escritor(es)          | Duración |  |
| 11.                                                           | «Round and Round»             | Joe Shapiro           | 2:29     |  |
| 12.                                                           | «Sing for My Life»            | Furler, Kurstin       | 3:44     |  |
| 13.                                                           | «My Old Santa Claus»          | Furler, Kurstin       | 3:24     |  |
| 14.                                                           | «Pin Drop»                    | Furler, Jesse Shatkin | 3:59     |  |
| 15.                                                           | «Santa Visits Everyone»       | Furler, Shatkin       | 3:08     |  |
| 16.                                                           | «Naughty & Nice»              | Furler, Kurstin       | 2:10     |  |
| 17.                                                           | «12 Nights»                   | Furler, Kurstin       | 4:07     |  |
| 19.                                                           | «Snowman (Slowed Down Remix)» | Furler, Kurstin       | 3:01     |  |
| 20.                                                           | «Snowman (Sped Up Remix)»     | Furler, Kurstin       | 2:17     |  |

## Charts

### Weekly charts
| Chart (2017–2021)                   | Peak position |
| ----------------------------------- | ------------- |
| Australia (ARIA)                    | 7             |
| Austria (Ö3 Austria)                | 31            |
| Bélgica (Ultratop flamenca)         | 33            |
| Bélgica (Ultratop valona)           | 29            |
| Canadá (Billboard Canadian Albums)  | 8             |
| República Checa (ČNS IFPI)          | 23            |
| Dinamarca (Hitlisten)               | 7             |
| Países Bajos (Album Top 100)        | 9             |
| Finlandia (Suomen Virallinen Lista) | 2             |
| Francia (SNEP)                      | 47            |
| Alemania (Offizielle Top 100)       | 38            |
| Hungría (MAHASZ)                    | 8             |
| Irlanda (IRMA)                      | 44            |
| Italia (FIMI)                       | 56            |
| Lituania (AGATA)                    | 26            |
| Nueva Zelanda (Recorded Music NZ)   | 22            |
| Noruega (VG-lista)                  | 2             |
| Escocia (Scottish Albums Chart)     | 40            |
| Corea del Sur (Circle)              | 80            |
| Corea del Sur (Gaon)                | 6             |
| España (PROMUSICAE)                 | 30            |
| Suecia (Sverigetopplistan)          | 7             |
| Suiza (Schweizer Hitparade)         | 21            |
| Reino Unido (UK Albums Chart)       | 39            |
| Estados Unidos (Billboard 200)      | 27            |

### Year-end charts
| Chart (2017)                | Rank |
| --------------------------- | ---- |
| Australia (ARIA)            | 39   |
| Bélgica (Ultratop Wallonia) | 176  |